# Kouakou
Kouakou ou Kwakou au Ghana est un prénom akan (groupe de peuples du Ghana et de Côte d'Ivoire), devenu aussi nom de famille. Il s'applique à un garçon né le mercredi (le jeudi chez les Baoulé). Le prénom correspondant pour les filles est Ahou.

## Patronyme
Kouakou est un nom de famille  notamment porté par :

- Amandine Kouakou (1993-), basketteuse ivoirienne ;
- Charles-Antoine Kouakou (1998-), athlète paralympique français ;
- Christian Kouakou (1991- ), footballeur ivoirien ;
- Nicolas Kouakou, général de la gendarmerie ivoirienne.